# Нарцис вузьколистий

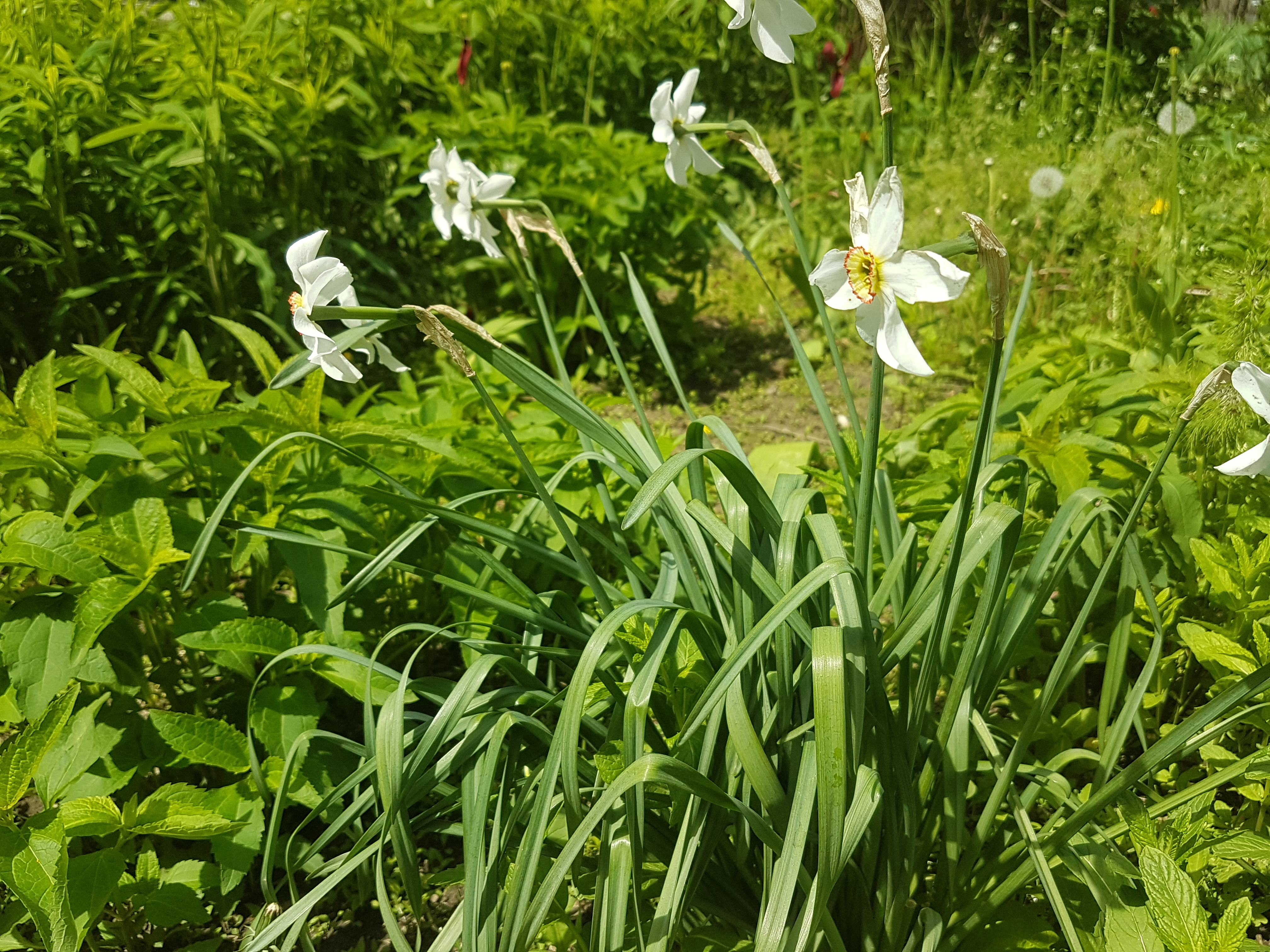
Нарцисс у полi

Нарцис вузьколистий (Narcissus angustifolius subsp. radiiflorus) — багаторічна трав'яниста рослина, підвид поетичного нарциса (Narcissus poeticus).

## Опис рослини
Рослина заввишки 20–40 сантиметрів. Будова квітки своєрідна: оцвітина зростається в довгу трубочку, на розширеному кінці якої розташовуються 6 відігнутих бруднувато-білих або жовтих пелюсток. Пелюстки довгасто-еліптичні, звужені до основи. Квітка має гофрований привіночок з червоним краєм. Тичинок також 6, маточка тонка, з тригранною приймочкою

## Життєвий цикл
Розмножується насінням і цибулинами. Цвіте у квітні-травні, плодоносить у травні.

## Розповсюдження
Південноєвропейський високогірний вид. Поширений на висотах 1000–2000 метрів над рівнем моря в Альпах, на Балканах, у Південних Карпатах, Середземномор'ї. В Українських Карпатах — на Свидовецькому та Мармароському масивах.
Культивується велика кількість сортів і видів цього роду. Нарцис вузьколистий — єдиний вид нарцисів, який росте в Україні в природному середовищі.
Нарцис вузьколистий — рідкісний вид, охороняється, його занесено до Червоної книги України у 1980 році. Найвідомішим місцем в Україні, де він трапляється, є Долина нарцисів на Хустщині.  Охороняється в Карпатському біосферному заповіднику. Долина нарцисів — єдине місце у світі, де нарциси ростуть у природних умовах на висоті усього 180 метрів над рівнем моря. Також є менша долина в смт Буштині на Тячівщині.

## Застосування в медицині
У давній медицині алкалоїди цибулин нарцисів використовували як наркотичний, запаморочливий засіб. Звідси, ймовірно, й назва (від грецького «нарко» — затьмарювати, дурманити).

## Цікаві факти
Нарцисів існує приблизно 60 видів, 12 тисяч декоративних сортів. Всі види отруйні.
Нарцис — жонкіль полюбляли садівники Франції. Його залюбки розводили в парку Версаль.
В стародавній медицині алкалоїди цибулин нарцисів використовувались як наркотичний засіб.
В Україні існує щорічний ритуал милування квітами нарциса у Долині нарцисів.